# スーペルコッパ・セリエC
スーペルコッパ・セリエC（Supercoppa Serie C）は、イタリアのサッカー大会である。セリエC（3部相当）の３つのグループ（ジローネ）のチャンピオンが1回総当りによって争う。1999-00シーズンから開催されている。現行方式は2014-15シーズンからである。

## 名称の変遷
1999-00～2004-05　スーペルコッパ・ディ・レガ・ディ・セリエC（Supercoppa di Lega di Serie C）
2005-06～2007-08　スーペルコッパ・ディ・レガ・ディ・セリエC1（Supercoppa di Lega di Serie C1）
2008-09～2013-14　スーペルコッパ・ディ・レガ・ディ・プリマ・ディヴィジオーネ（Supercoppa di Lega di Prima Divisione）
2014-15～2017-18　スーペルコッパ・ディ・レガ・プロ（Supercoppa di Lega Pro）
2017-18～　　　　　 スーペルコッパ・セリエC（Supercoppa Serie C）

## 歴代優勝クラブ
- 1999-00 ジローネA シエナ
- 2000-01 ジローネA モデナ
- 2001-02 ジローネB アスコリ
- 2002-03 ジローネA トレヴィーゾ
- 2003-04 ジローネA アレッツォ
- 2004-05 ジローネB リミニ
- 2005-06 ジローネA スペツィア
- 2006-07 ジローネA グロッセト
- 2007-08 ジローネA サッスオーロ
- 2008-09 ジローネB ガッリーポリ
- 2009-10 ジローネA ノヴァーラ
- 2010-11 ジローネB ノチェリーナ
- 2011-12 ジローネB スペツィア
- 2012-13 ジローネB アヴェッリーノ
- 2013-14 ジローネB ペルージャ
- 2014-15 ジローネA ノヴァーラ
- 2015-16 ジローネB SPAL
- 2016-17 ジローネC フォッジャ
- 2017-18 ジローネB パドヴァ
- 2018-19 ジローネB ポルデノーネ
- 2019-20 新型コロナ拡大で開催されず
- 2020-21 ジローネC テルナーナ
- 2021-22 ジローネB モデナ
- 2022-23 ジローネC カタンザーロ
- 2023-24 ジローネB チェゼーナ